# Подозрение (фильм, 1941)
«Подозрение» (англ. Suspicion) — психологический триллер Альфреда Хичкока, снятый в 1941 году по детективному роману Фрэнсиса Айлза «Замужем за смертью» («Перед фактом») (1932).

## Сюжет
Лина, дочь отставного английского генерала, живёт в шикарном сельском особняке с родителями. Её стеснительность в общении с противоположным полом даже на руку последним — они надеются, что дочь так и не выйдет замуж и будет всю жизнь присматривать за ними. Лина мечтает вырваться из затхлого мирка отцовского дома — и тут на горизонте появляется бесшабашный повеса Джонни Эйсгарт. Ему ничего не стоит вскружить девушке голову и увезти её от родителей в Лондон.
По возвращении из свадебного путешествия к Лине приходит отрезвление. У супруга нет ни гроша за душой, он поглощён азартными играми и намерен жить за счёт денег её отца. Женщина разрывается между любовью к Джонни и подозрением, что ради денег он способен пойти на любое преступление — может быть, даже убить её саму…

## В ролях
- Джоан Фонтейн — Лина
- Кэри Грант — Джонни Эйсгарт
- Седрик Хардвик — генерал МакЛейдлоу
- Найджел Брюс — Бики
- Мэй Уитти — миссис МакЛейдлоу
- Изабель Джинс — миссис Ньюшем
- Хэзер Эйнджел — горничная Этель
- Констанс Уорт — миссис Фицпатрик (в титрах не указана)
- Ориол Ли — Изабель
- Реджинальд Шеффилд — Реджи Уэзерби
- Лео Г. Кэрролл — капитан Джордж Мелбек

## Съёмочная группа
- Режиссёр: Альфред Хичкок
- Сценаристы: Самсон Рафаэлсон, Джоан Харрисон, Альма Ревиль
- Оператор: Гарри Стрэдлинг-старший
- Художник: Ван Нест Полглэйс
- Продюсер: Гарри Э. Эдингтон
- Композитор: Франц Уаксман
- Монтаж: Уильям Хемилтон

## Варианты сценария
В конце 1930-х годов студия RKO приобрела права на экранизацию романа «Перед фактом» и поручила писателю Натаниэлу Уэсту подготовить сценарий. Однако Хичкок согласился снимать фильм только при условии, что будет использован сценарий, написанный его женой Альмой и ассистенткой Джоан Харрисон. Неиспользованный сценарий Уэста впоследствии был опубликован в собрании его сочинений.

Я придумал такую сцену. Кэри Грант несёт жене стакан отравленного молока — как раз в тот момент, когда она заканчивает письмо матери: «Дорогая мамочка, я отчаянно люблю его, но не хочу жить с убийцей. Пусть сама я умру, но общество следует оградить». Тут входит Кэри Грант с роковым стаканом и Джоан Фонтейн произносит: «Не отправишь ли это письмо маме, дорогой?» Она выпивает молоко и умирает. Наплыв и короткий кадр: Кэри Грант, беспечно насвистывая, подходит к почтовому ящику и бросает в щель письмо.— Альфред Хичкок
Задуманная Хичкоком концовка соответствовала финалу романа. Посмотрев фильм, продюсеры пришли в ужас. С их точки зрения, персонаж Гранта не мог быть убийцей, так как это шло вразрез с его героическим амплуа. По возвращении из командировки в Нью-Йорк режиссёр обнаружил фильм сокращённым по указанию продюсера до 55 минут. После долгих споров в последний момент родилась концовка с хэппи-эндом, которая и вошла в окончательную версию фильма. В своих интервью Хичкок не раз жаловался на то, что надуманная счастливая развязка совершенно не вяжется со всем предыдущим ходом повествования.
Из-за спорного финала «Подозрение» принято относить к художественным неудачам Хичкока, хотя критик Дэйв Кер, к примеру, считает имеющуюся концовку неожиданной и удачной, а Франсуа Трюффо убеждён, что фильм с таким финалом более правдоподобен, чем книга «о женщине, смиряющейся с фактом, что муж намерен её убить».

## Музыка
Хрестоматийный эпизод: Лина как кролик на удава смотрит на стакан молока, который несёт ей Джон. В стакане, уверены и она, и зрители, яд. На самом деле в стакане лампочка, которую поместил туда хитрюга Хичкок. Поэтому стакан, да ещё и сделанный в три раза больше обычного, буквально приковывает к себе внимание.
Для характеристики Джонни Эйсгарта как Джекила и Хайда в одном лице был использован штраусовский вальс «Венская кровь». Эта жизнерадостная мелодия сопровождает романтические сцены в начале фильма. Когда же в голову Лины закрадываются сомнения в благородных побуждениях супруга, тот же вальс звучит в замедленном темпе, что придаёт ему довольно зловещий оттенок.

## Награды и номинации
«Подозрение» — единственный фильм Хичкока, который принёс одному из актёров премию «Оскар». Некоторые критики, впрочем, полагают, что «Оскар», присуждённый Джоан Фонтейн, следовало бы отдать Кэри Гранту. Роль раздвоенного Джонни, одновременно «обаяшки» и потенциального убийцы, — одна из самых сложных в его актёрской карьере.
- 1941 — Премия Нью-Йоркских кинокритиков лучшей актрисе года (Джоан Фонтейн).
- 1941 — Премия Национального совета кинокритиков США лучшей актрисе (Джоан Фонтейн).[7][8]
- 1942 — Премия «Оскар» за лучшую женскую роль (Джоан Фонтейн), а также номинации за лучший фильм и за лучшую музыку к драматическому фильму (Франц Ваксман).
- 1948 — Премия журнала «Кинэма Дзюмпо» в номинации «Лучший иностранный фильм».[9]